# Fagraea fragrans
Fagraea fragrans är en gentianaväxtart som beskrevs av William Roxburgh. Fagraea fragrans ingår i släktet Fagraea och familjen gentianaväxter. Inga underarter finns listade i Catalogue of Life.